# Samogłoski kardynalne
Samogłoski kardynalne, także samogłoski podstawowe – zestaw wyidealizowanych samogłosek, wymawianych przy skrajnych położeniach języka w jamie ustnej. Przy konstruowaniu systemu brano pod uwagę kryteria słuchowe i artykulacyjne. System samogłosek kardynalnych powstał głównie dla celów edukacyjnych, aby w możliwie prosty sposób umożliwić klasyfikację dźwięków, które nie tworzą jednego logicznego ciągu i wymykają się prostym generalizacjom, oraz wyznaczyć punkty odniesienia do opisu samogłosek niezależnie od języka.

## Historia

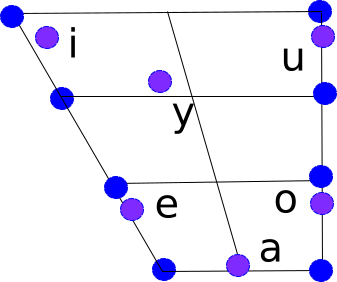
Samogłoski polskie w porównaniu z kardynalnymi w diagramie trapezowym. Samogłoski oznaczono symbolami literowymi, używanymi w języku polskim

Koncepcja samogłosek kardynalnych pojawiła się w wyniku potrzeby opracowania systemu samogłosek niezależnych od jakiegokolwiek języka, gdyż system samogłoskowy jest o wiele mniej intuicyjny w obserwacji w porównaniu do systemu spółgłoskowego. W I połowie XX w. brytyjski fonetyk Daniel Jones opracował system, który nazwał „samogłoskami kardynalnymi” (cardinal vowels). Z założenia miał on być prosty w utworzeniu (nie przekraczał percepcji studenta) i w nawigacji, a przy tym intuicyjny – pozycje skrajne powinny być łatwo wyczuwalne. Jones był w tamtym okresie pod wpływem francuskiego językoznawcy Paula Passy, toteż opracowany przez niego system samogłosek był w pewnej mierze oparty na paryskiej wymowie języka francuskiego, używanego w wykształconych sferach. Dla Jonesa ważna była również graficzna realizacja diagramu, którą oparł na trapezie.

## Wyznaczanie samogłosek kardynalnych
Biorąc pod uwagę, że samogłoski nie tworzą jakiegoś jednorodnego ciągu, Jones wybrał cztery kardynalne punkty odniesienia: /i/, /a/ /ɑ/ i /u/, były punktami skrajnymi położenia języka w jamie ustnej: największego wzniesienia języka, z przodu i z tyłu, jak również jego maksymalnego obniżenia:

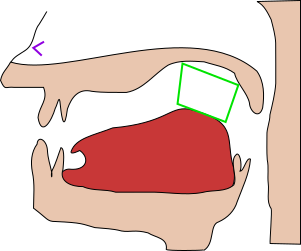

co na zdjęciu rentgenowskim Jonesa wyglądało w taki sposób:

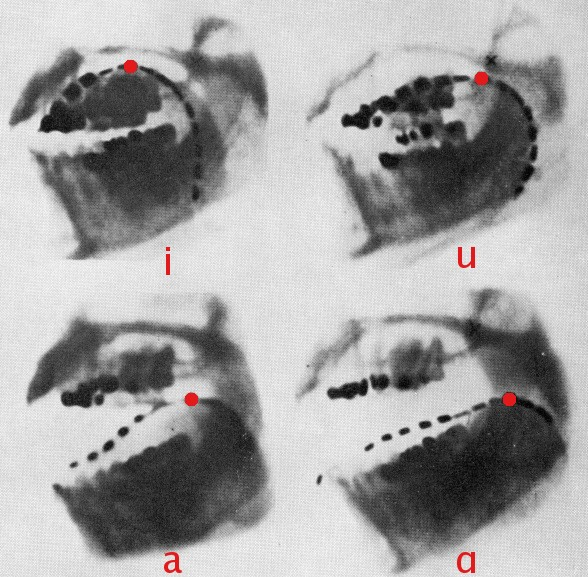

Punkty te były miejscami ekstremalnego wybrzuszenia języka:
- najwyższym przednim /i/
- najniższym przednim /a/
- najwyższym tylnym /u/
- najniższym tylnym /ɑ/

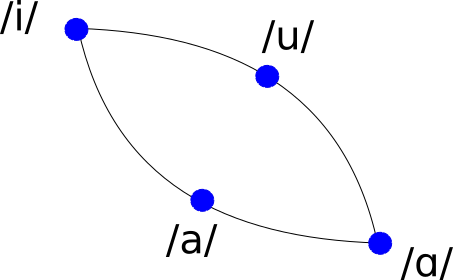

Następnie Jones wyznaczył odstępy między samogłoskami, tak by były odczuwane jako równe, a zrobił to przy pomocy zdjęć rentgenowskich własnej jamy ustnej. Podstawą było systematyczne obniżanie języka przy zachowanym podniesionej pozycji podniebienia miękkiego. Tak więc wyznaczony został szereg: /ɪ/, /e/ (odpowiadający francuskiemu é w wyrazie passé oraz /ɛ/ jak we francuskim słowie très. Szereg uzupełniono również z drugiej strony głoskami /o/ i /ɔ/ (jak w niemieckim wyrazie oben lub francuskim rose, a następnie przepracowano kształt diagramu do wygodniejszego (jego kształt kilkakrotnie ulegał modyfikacji):

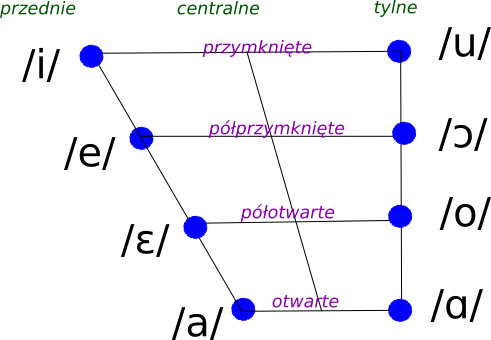

## Opis i brzmienie samogłosek kardynalnych
W tabeli przedstawiono opis wg kryteriów przyjętych przez Jonesa i zamieszczono dźwiękowy wzór wymowy.
| Nr | samogłoska | dźwięk | opis                                              |
| -- | ---------- | ------ | ------------------------------------------------- |
| 1  | i          |        | samogłoska przymknięta przednia niezaokrąglona    |
| 2  | e          |        | samogłoska półprzymknięta przednia niezaokrąglona |
| 3  | ɛ          |        | samogłoska półotwarta przednia niezaokrąglona     |
| 4  | a          |        | samogłoska otwarta przednia niezaokrąglona        |
| 5  | ɑ          |        | samogłoska otwarta tylna zaokrąglona              |
| 6  | ɔ          |        | samogłoska półotwarta tylna zaokrąglona           |
| 7  | o          |        | samogłoska półprzymknięta tylna zaokrąglona       |
| 8  | u          |        | samogłoska przymknięta tylna zaokrąglona          |

Przy konstrukcji samogłosek kardynalnych brano pod uwagę zaokrąglenie ust od najbardziej spłaszczonego po najbardziej zaokrąglone. Samogłoski przednie i otwarte wypowiadane są z najmniejszym zaokrągleniem warg, które następnie się zwiększa; samogłoski w innej pozycji niż otwarta wymawiane są najczęściej z zaokrągleniem warg.

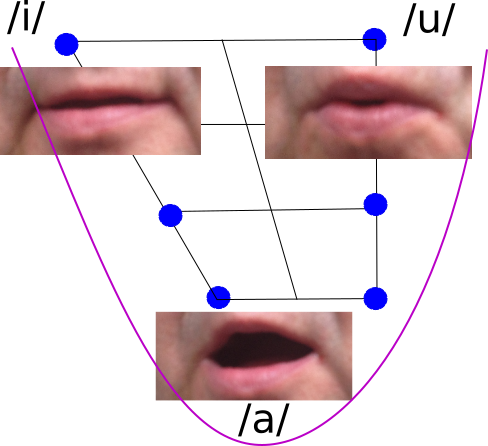

## Samogłoski z odwrotnym zaokrągleniem warg
Tak otrzymany zestaw samogłosek kardynalnych nazywany jest systemem pierwotnym i umożliwia on najsilniejsze zróżnicowanie samogłosek. Jest przy tym najbardziej naturalny i najczęściej spotykany, przynajmniej w językach europejskich. Jednak w wielu językach układ ułożenia warg nie zawsze idzie w parze z przyjętym położeniem języka. Powstała zatem potrzeba ułożenia systemu samogłosek wtórnych, opartych na odwrotnym zaokrągleniu warg: od najbardziej zaokrąglonych po najbardziej spłaszczone: /y/, /ø/, /œ/, /ɶ/, /ɒ/, /ʌ/, /ɤ/ i /ɯ/. Oto ich wymowa:
| Nr | samogłoska | dźwięk | układ języka | układ warg | opis                                           |
| -- | ---------- | ------ | ------------ | ---------- | ---------------------------------------------- |
| 9  | y          |        | jak do /i/   | jak do /u/ | samogłoska przymknięta przednia zaokrąglona    |
| 10 | ø          |        | jak do /e/   | jak do /o/ | samogłoska półprzymknięta przednia zaokrąglona |
| 11 | œ          |        | jak do /ɛ/   | jak do /ɔ/ | samogłoska półotwarta przednia zaokrąglona     |
| 12 | ɶ          |        | jak do /a/   | jak do /ɑ/ | samogłoska otwarta przednia zaokrąglona        |
| 13 | ɒ          |        | jak do /ɑ/   | jak do /a/ | samogłoska otwarta tylna niezaokrąglona        |
| 14 | ʌ          |        | jak do /ɔ/   | jak do /ɛ/ | samogłoska półotwarta tylna niezaokrąglona     |
| 15 | ɤ          |        | jak do /o/   | jak do /e/ | samogłoska półprzymknięta tylna niezaokrąglona |
| 16 | ɯ          |        | jak do /u/   | jak do /i/ | samogłoska przymknięta tylna niezaokrąglona    |

Każdy dźwięk z zakresu pierwotnego ma swój odpowiednik w zakresie wtórnym. Niektórzy fonetycy, np. Wiktor Jassem, wyróżniają jeszcze dwie samogłoski kardynalne, /ɨ/ i /ʉ/ będące w równych odległościach między /u/ i /i/, przy czym /ɨ/ ma pierwotny układ warg, a /ʉ/ – wtórny.

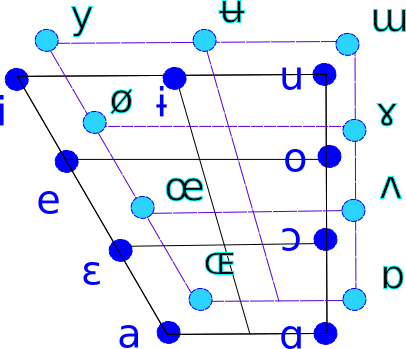

Różnice w brzmieniu między samogłoskami wtórnymi, które występują na tej samej wysokości w diagramie Jonesa, są mniejsze niż w przypadku samogłosek pierwotnych. I tak różnica między /i/ i /u/ jest większa niż między /ɯ/ a /y/.
Niektóre języki, np. szwedzki czy norweski, mają bogato rozwinięty system samogłosek wtórnych. Oto diagram Jonesa dla samogłosek w języku szwedzkim:

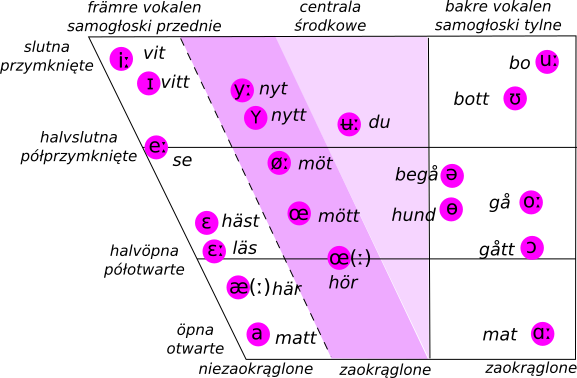

## Samogłoski nosowe
System samogłosek kardynalnych uwzględnia wyłącznie samogłoski ustne. Jest jednak możliwe nadanie wszystkim 16 samogłoskom kardynalnym wartości nosowej (tzw. nazalizacja), pod warunkiem, że podniebienie miękkie zostanie obniżone. Trudno jest jednak znaleźć tak obficie znazalizowany język, aczkolwiek istnieją języki o względnie dużej nazalizacji.

## Dyftongi w systemie samogłosek kardynalnych
Nie jest możliwe, by narządy mowy podczas artykulacji samogłoski były idealnie statyczne, najczęściej towarzyszy im jakiś ruch, na przykład przy wymowie angielskiego słowa learn /lɜːn/ w standardzie Received Pronunciation; w niektórych przypadkach, np. dyftongów, przesunięcie jest jeszcze bardziej oczywiste, np. w wypadku słowa line /laɪn/. Samogłoski czyste zaznacza się kropką, która pokazuje najwyższą pozycję języka, lub kołem, gdyż nadmierna precyzja przy zaznaczaniu samogłosek jest nieodpowiednia w przypadku osobistych odczuć słuchowych. Następnie strzałka wskazuje sposób przemieszczania się języka do pozycji końcowej. 

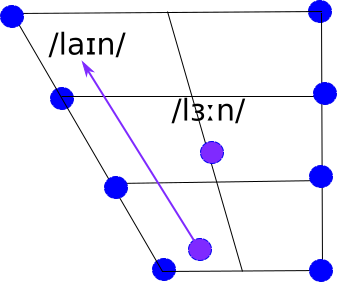

## Klasyfikacja samogłosek w oparciu o system samogłosek kardynalnych
Uporządkowanie samogłosek w oparciu o system samogłosek kardynalnych pozwala na ich klasyfikację pod względem sposobu wymawiania. W oparciu o diagram Jonesa wprowadzono następujące kryteria:
- rozwartość jamy ustnej:
  - samogłoski przymknięte (close)
  - samogłoski półprzymknięte (mid-close, half close)
  - samogłoski półotwarte  (mid-open, half open)
  - samogłoski otwarte (open)
- wysunięcie języka:
  - samogłoski przednie (front)
  - samogłoski centralne (middle)
  - samogłoski tylne (back)

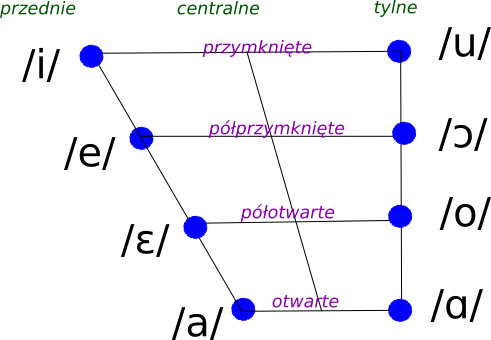

Do pełnego opisu należy dodać mechanizm przepływu powietrza, stopień zaokrąglenia warg, długości względnej (iloczasu) i obecność nazalizacji. Tak więc kompletny opis /i/ będzie brzmiał: samogłoska egresywna, przednia przymknięta, niezaokrąglona, krótka, ustna.

## Ocena systemu samogłosek kardynalnych
System samogłosek kardynalnych spotkał się z wieloma ocenami, tak pozytywnymi, jak i krytycznymi. Zalety tak sporządzonej skali wg angielskiego fonetyka Gimsona są następujące:
- jakość samogłosek nie zależy od wartości w poszczególnych językach
- skala jest niezmienna i standardowa
- pozwala wyprodukować dowolny dźwięk wyłącznie w oparciu o proste i niezmienne zasady.

Jednym z zastrzeżeń stawianych systemowi samogłosek kardynalnych jest to, że tylko /i/ i /ɑ/ są ściśle zdefiniowane pod względem artykulacyjnym. Nie jest dokładnie określone, jaki jest stosunek „równej odległości akustycznej” z definicji Jonesa do równej odległości artykulacyjnej. Jones wyznaczał odległości przy pomocy zdjęć rentgenowskich własnej jamy ustnej, dziś wiadomo, że odległości te są bardzo zbliżone.
Inny zarzut dotyczy kształtu trapezu samogłoskowego, który nie jest ściśle zdefiniowany i daje zbyt dużą dowolność interpretowania, opartą nie tylko na wysokości języka, ale również kształtu i ułożenia języka w jamie ustnej.
Ponadto zwraca się uwagę, że samogłoski kardynalne są jednak tworem sztucznym i dla osób nieznających zasady ich definiowania ich wymowa może brzmieć jako przesadzona.